# Pontormo
Jacopo Carucci, conosciuto come Jacopo da Pontormo o semplicemente Pontormo (Pontorme, 24 maggio 1494 – Firenze, 1º gennaio 1557), è stato un pittore italiano di scuola fiorentina, esponente dei cosiddetti "eccentrici fiorentini", i pionieri del manierismo in pittura.
Allievo di Andrea del Sarto insieme a Rosso Fiorentino, fu egli stesso maestro di artisti quali il Bronzino e Giovanni Battista Naldini.

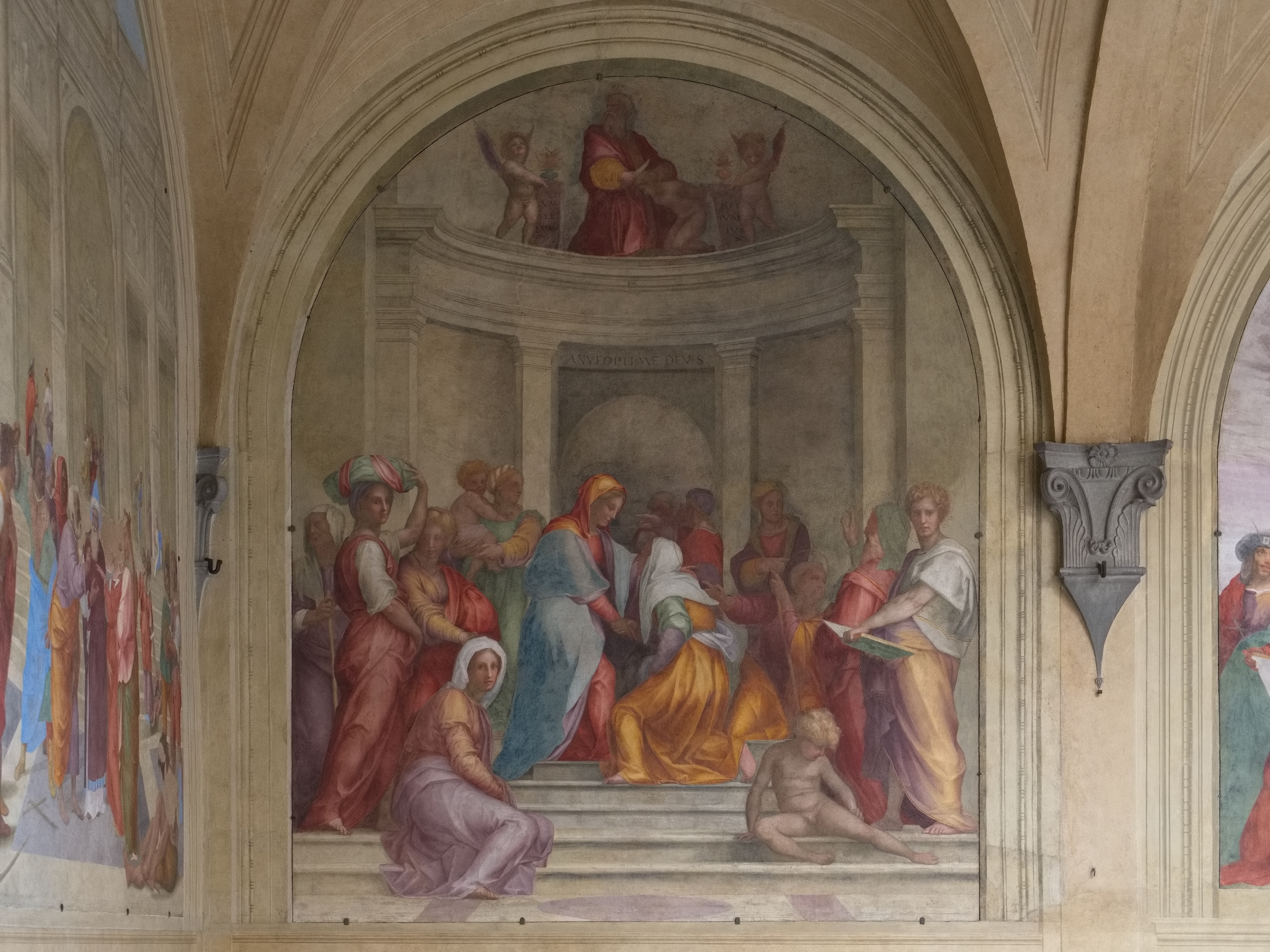
Visitazione, 1516, SS Annunziata, Chiostrino dei Voti

## Biografia

### Origini
Nato dal fiorentino Bartolomeo di Jacopo di Martino Carucci e da Alessandra di Pasquale di Zanobi, il padre di Pontormo era stato pittore a sua volta, nella bottega del Ghirlandaio, ma di lui non si conoscono opere. La nascita del primogenito Jacopo avvenne il 24 o il 25 maggio del 1494, ma qualche anno dopo (nel 1499) il padre morì, seguito dopo pochi anni anche dalla madre, che lo lasciò orfano a soli dieci anni, nel 1504.
Jacopo fu affidato alla Porta dei Pupilli, la magistratura fiorentina che si occupava dei beni degli orfani; fu preso in custodia dalla nonna materna Brigida, che gli fece dare istruzione e a tredici anni lo mandò a Firenze, dove restò per tutta la vita.

### Formazione

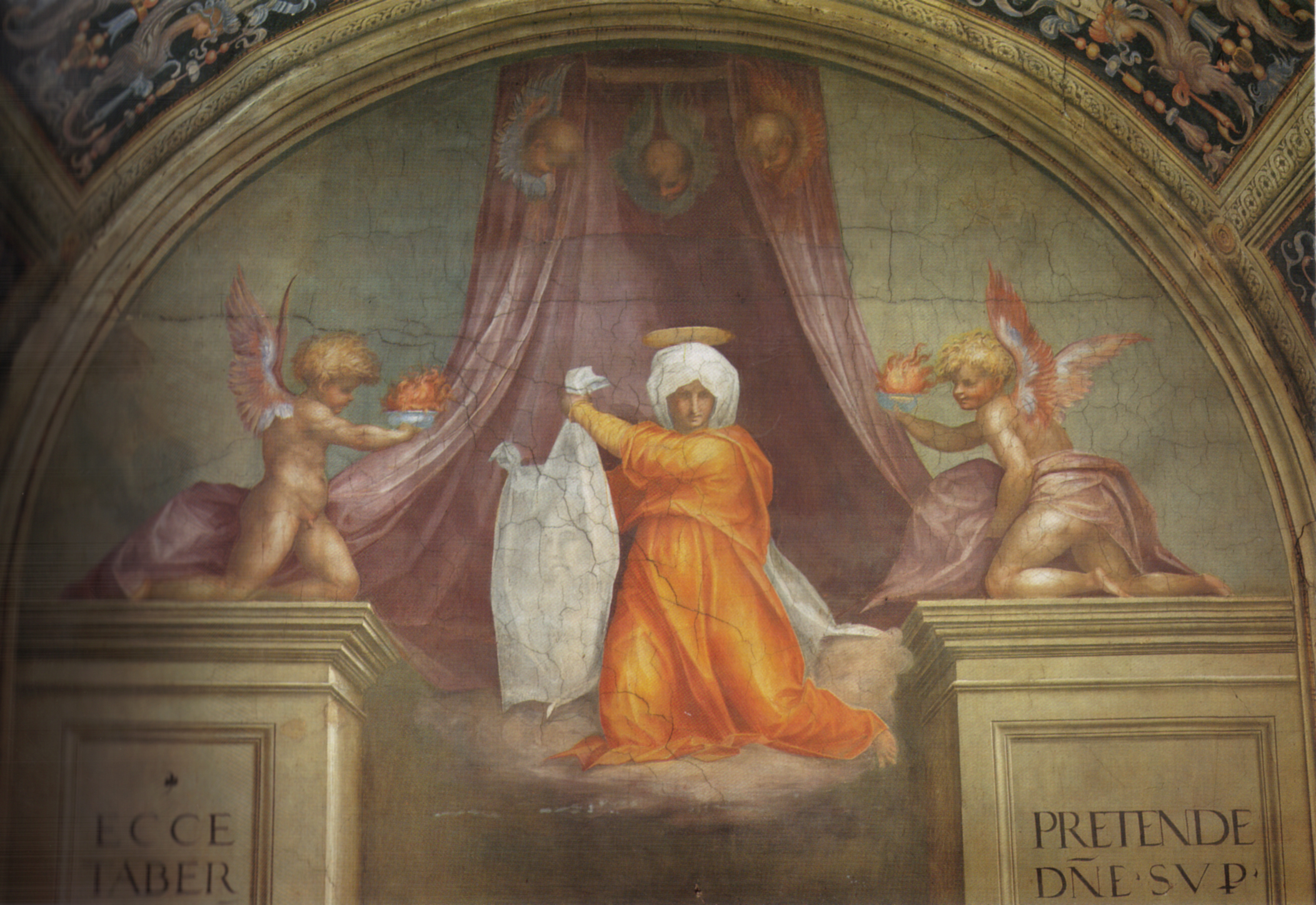
Veronica

Secondo Vasari, Pontormo frequentò le botteghe di alcuni tra i principali artisti allora attivi a Firenze: Piero di Cosimo (verso il 1510), Andrea del Sarto, Mariotto Albertinelli, Fra Bartolomeo; ebbe anche sporadici contatti con Leonardo da Vinci. Tali notizie sono confermate da influssi stilistici nelle opere giovanili, che svanirono gradualmente, con l'eccezione di quelli legati ad Andrea del Sarto. Nella bottega di quest'ultimo Pontormo lavorò dal 1512 e realizzò le prime opere indipendenti. Le fonti ricordano una piccola Madonna Annunciata e una predella per la pala dell'Annunciazione di San Gallo del Sarto, dipinta in collaborazione col Rosso e andata probabilmente distrutta nell'alluvione del 1557. Ne resta la descrizione vasariana: «un Cristo morto con due Angioletti che gli fanno lume con due torce e lo piangono, e dalle bande in due tondi, due Profeti, i quali furono così praticamente lavorati, che non paiono fatti da giovinetto, ma da un pratico maestro». Alcuni hanno attribuito a Pontormo anche alcune figure nella pala di Andrea del Sarto, come l'ignudo seduto sui gradini nello sfondo.
Il debutto ufficiale fu alla Santissima Annunziata, interessata in quegli anni da un intenso programma di decorazione, di cui resta un'abbondante documentazione. Gli importanti lavori di decorazione legati alla visita di Leone X a Firenze gli procurarono del lavoro. Andrea di Cosimo Feltrini, specialista di grottesche, era stato incaricato di decorare l'arcone d'ingresso dell'Annunziata con varie figure, ma la strettezza dei tempi rese necessario il ricorso ad aiuti, tra cui il diciannovenne Jacopo, che realizzò così le figure della Fede e della Carità, oggi molto danneggiate (gli originali sono al Museo di San Salvi, mentre in loco si conservano copie). L'opera ebbe un notevole successo, scatenando anche - secondo Vasari - qualche invidia del maestro Andrea del Sarto.
Andrea dovette affidare ai suoi allievi più promettenti, il Rosso e Pontormo, la realizzazione di due lunette con Storie della Vergine nel Chiostrino dei Voti, ciclo in larga parte realizzato da Andrea del Sarto stesso negli anni precedenti. Pontormo realizzò la Visitazione (1512-1513), dal saldo impianto monumentale.
Il rapporto dialettico di emulazione di Andrea del Sarto, in cui il giovane Pontormo vedeva colui che era riuscito in un certo grado ad armonizzare lo sfumato leonardesco, la plasticità michelangiolesca e la classicità di Raffaello, durò circa fino alla fine del secondo decennio del secolo.
Al 1515 circa viene ipotizzato un primo soggiorno a Roma, basato solo su dati stilistici nelle sue opere, in cui si leggono riferimenti alla volta della Cappella Sistina di Michelangelo e alle prime due delle Stanze vaticane di Raffaello. Nel frattempo si inizia a notare infatti un crescente ascendente su Pontormo da parte del Buonarroti, riscontrabile in opere come la Sacra conversazione di san Ruffillo e, soprattutto, la Veronica, in cui trovano espressione stilemi di derivazione michelangiolesca, quali il moto a serpentina, le pose a contrapposto di figure simmetriche, la colorazione accesa e cangiante.

### Creazione di un linguaggio originale

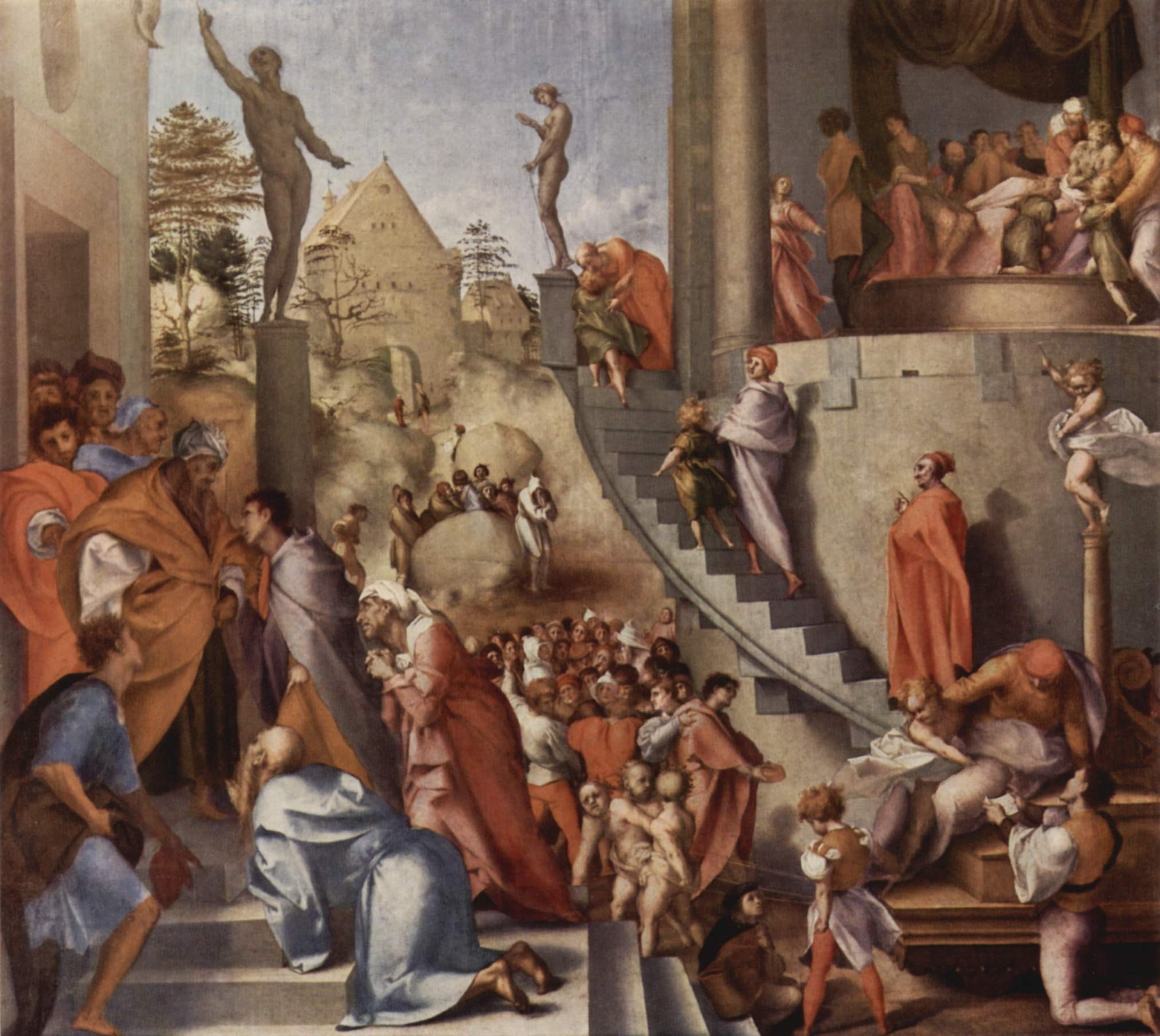
Giuseppe in Egitto

Vasari dà un ritratto entusiasta del giovane Pontormo, quale giovane molto promettente, una specie di bambino prodigio nella pittura; anche i grandi Raffaello e Michelangelo riconoscevano l'eccezionale talento del Pontormo e gli avevano previsto una luminosa carriera artistica. Proprio questa lo avrebbe portato successivamente, secondo Vasari, ad abbandonare i "buoni modelli" della pittura e ad avventurarsi in sperimentazioni e innovazioni che al tempo non vennero comprese e che lo stesso Vasari giudicava bizzarre, smodate, eccessive. Oggi il giudizio di Vasari è ampiamente superato dalla critica, che vede in questi anni la fondamentale elaborazione di uno stile pittorico proprio, autonomo rispetto alla tradizione e decisamente anti-classico.
Tra le opere che meglio rappresentano questo passaggio, spiccano sicuramente i quattro pannelli per le Storie di Giuseppe ebreo (1517-1518 circa), parte di una decorazione più ampia destinata alla Camera nuziale Borgherini, assieme a opere di Andrea del Sarto, di Francesco Granacci e del Bacchiacca. In queste opere si nota la rottura degli schemi tradizionali, con scene più affollate e scandite nello spazio con più complessità. Ispirandosi alle stampe nordiche, che proprio allora iniziavano a circolare con frequenza anche a Firenze (soprattutto di Luca da Leida e Albrecht Dürer), l'artista ruppe con la tradizione italiana di organizzare l'immagine attorno a un fulcro centrale: spargendo i personaggi ai quattro angoli del dipinto, in gruppi coordinati con giudizio, lo sguardo dello spettatore è guidato in profondità, grazie anche alle pose particolari. Cominciò inoltre a sperimentare colori accesi e brillanti.

### A Poggio a Caiano

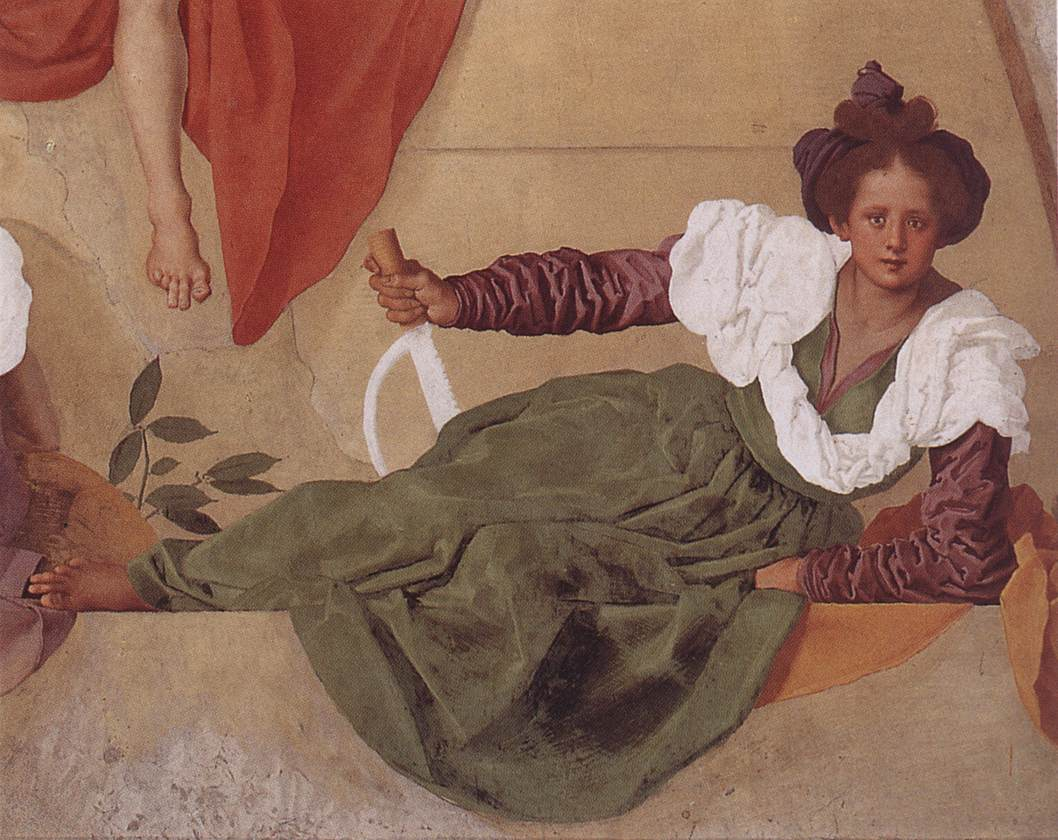
La Pomona, Villa di Poggio a Caiano

Dal 1519 Pontormo partecipò alla decorazione del salone della villa di Poggio a Caiano. Il committente era Ottaviano de' Medici per conto di Leone X e del cardinale Giulio, futuro Clemente VII. Per celebrare i fasti della casata medicea Paolo Giovio aveva sviluppato un programma di episodi della storia romana, che richiamassero le glorie dei personaggi della famiglia. Lavoravano agli affreschi anche Andrea del Sarto e Franciabigio, autori di una grande scena su una parete ciascuno. Ma nel 1521 la morte del papa sospese tutte le attività.
A Pontormo era stata commissionata una lunetta con un episodio tratto dalle Metamorfosi di Ovidio, raffigurante Vertumno e Pomona, un tema quindi più legato all'otium della vita rustica piuttosto che a un episodio storico-celebrativo. Ancora una volta l'artista dimostrò di saper rinnovare gli schemi tradizionali, collocando le due divinità in basso, alle estremità, e popolando la lunetta di personaggi armoniosamente disposti attorno all'oculo.

### Alla Certosa di Firenze

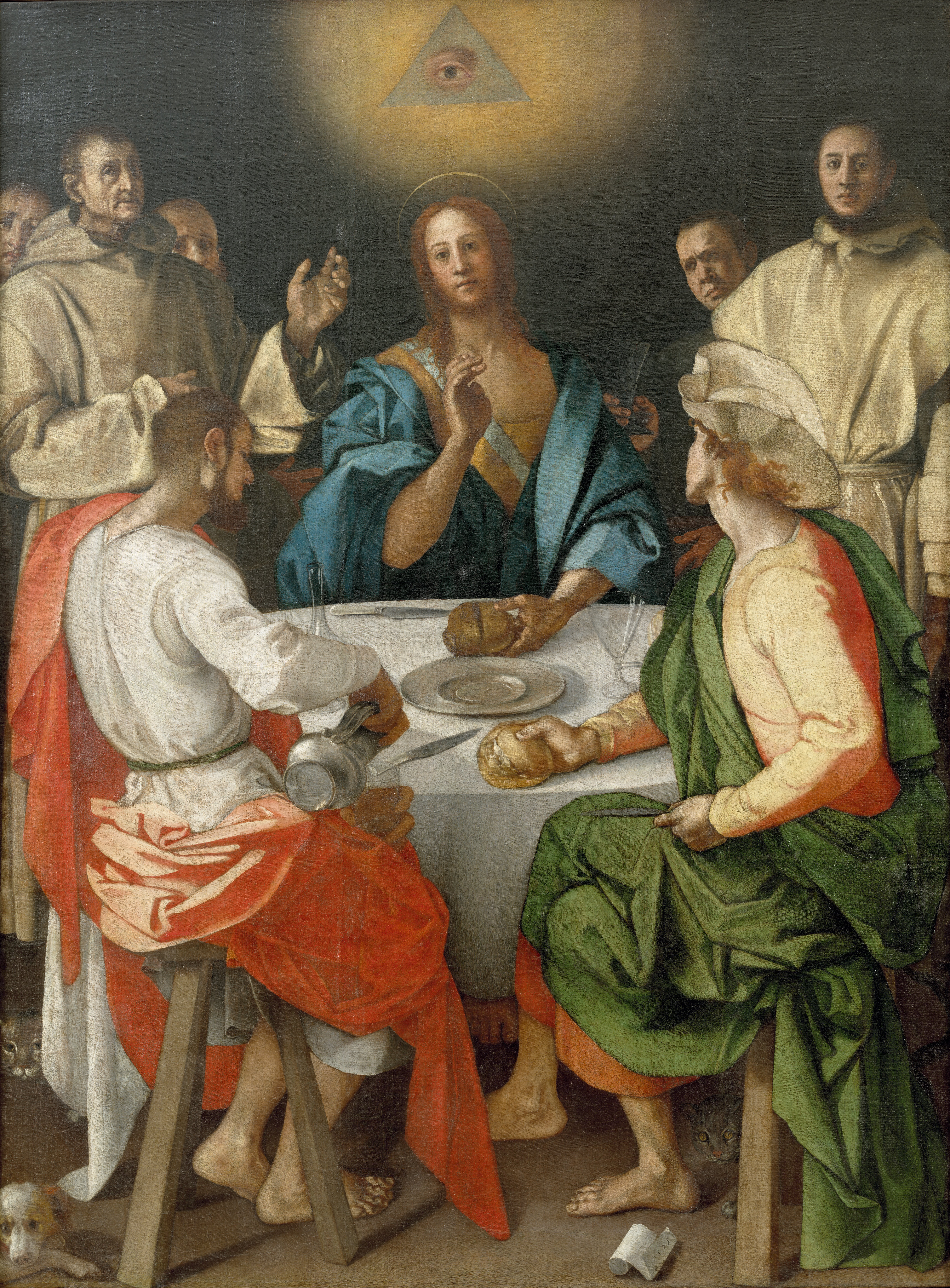
Cena di Emmaus

Come appuntò con precisione Vasari, tra la fine del 1522 e il 1523 un focolaio di peste a Firenze fece allontanare Pontormo in via precauzionale: accompagnato dal solo allievo Bronzino, si recò alla Certosa del Galluzzo, dove trovò ospitalità dai monaci e ricevette vari incarichi, a cui attese fino al 1527. Affrescò le lunette del chiostro con Scene della Passione, completandone cinque su sei (l'Inchiodamento alla croce restò a livello di disegno preparatorio). In queste opere è più che mai evidente l'influenza delle incisioni di Dürer (in particolare la serie della Piccola Passione): questo gli causò la disistima di Vasari, che lo descrisse come notevolmente peggiorato rispetto alla sua gioventù; la maniera tedesca era anche vista con sospetto in quegli anni in cui c'era la Controriforma, perché suscitava sospetti di simpatie luterane. Pinelli riscontrò similitudini nelle scene con un'altra opera nordica: la Passione di Hans Memling a quell'epoca a Santa Maria Nuova, istituzione retta dallo stesso priore della Certosa, Leonardo Buonafede.
In generale, tali influenze si manifestano nei profili allungati, negli abbigliamenti e nelle espressioni patetiche dei personaggi: così però l'artista riuscì a liberarsi dalla tradizione fiorentina, arrivando a una nuova e libera sintesi formale.
Al termine della decorazione ad affresco, l'artista dipinse la grande tela della Cena in Emmaus, destinata al refettorio della foresteria o alla dispensa. Vi è rappresentato l'esatto momento in cui Gesù, nello spezzare il pane, manifesta se stesso ai due discepoli astanti: uno solleva il capo all'improvvisa rivelazione; l'altro, ancora inconsapevole, versa il vino dalla brocca. La rappresentazione dell'istante, unita a un realismo mai visto prima (nelle suppellettili, nelle mani e nei piedi dei personaggi, negli animali sotto il tavolo) e a un'accentuazione dei volumi dovuta allo sfondo scuro (ad esempio nelle apparizioni dei monaci certosini dietro Gesù), ne fanno un'opera di straordinaria modernità, anticipatrice delle ricerche di Caravaggio, Velázquez e Zurbarán.

### La Cappella Capponi

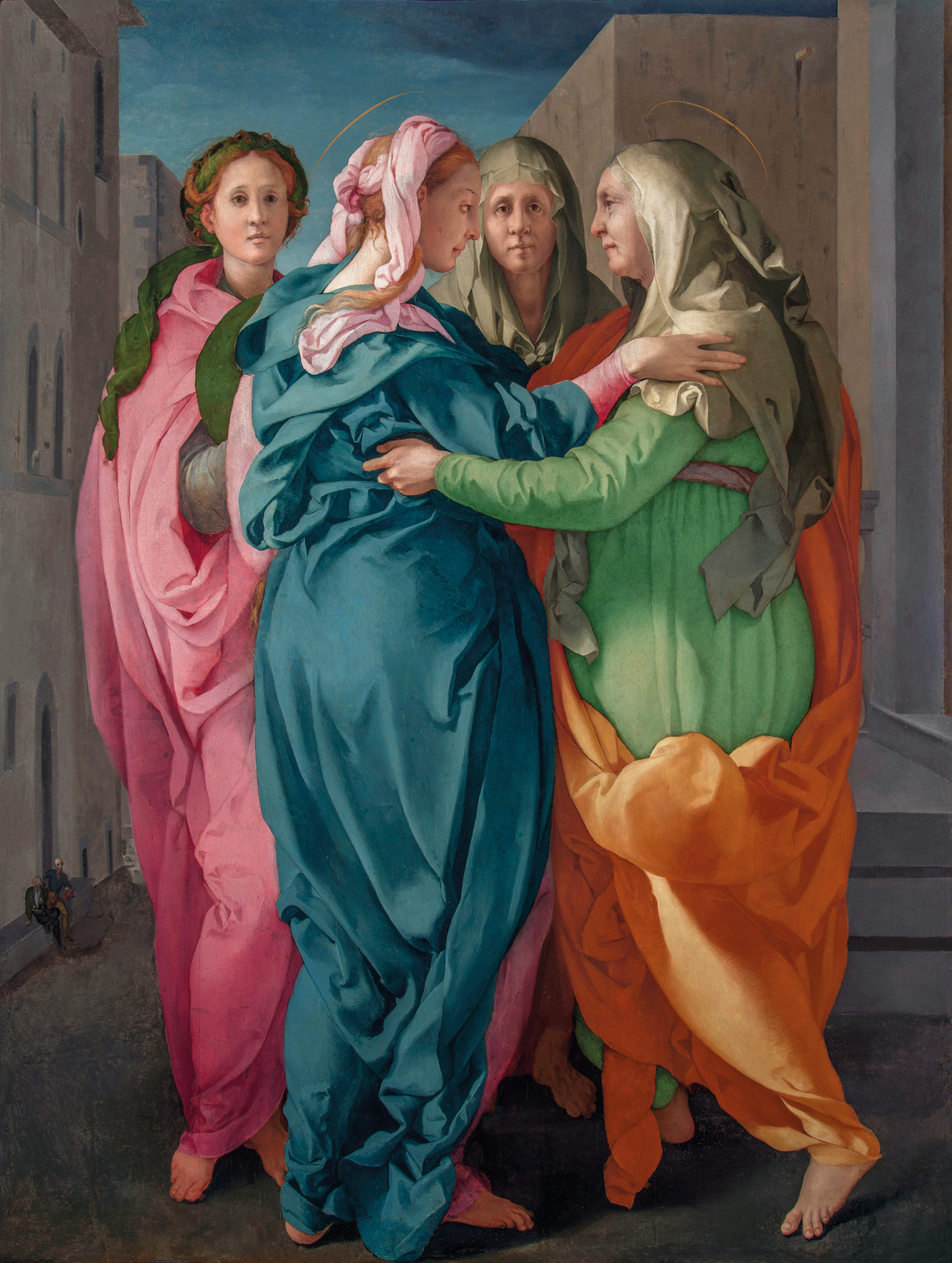
La Visitazione di Carmignano

Dal 1526 al 1528 le sue ricerche formali raggiunsero il culmine nella decorazione della Cappella Capponi nella chiesa di Santa Felicita. Dipinti i tondi nei pennacchi con la collaborazione del giovane Bronzino e affrescato il lato est con l'Annunciazione (l'affresco nella volta con Dio Padre è andato perduto), dipinse per l'altare la pala con il Trasporto di Cristo al sepolcro dove, eliminato ogni riferimento spaziale, inserì undici personaggi in uno spazio indistinto, con gesti enfatici e volti dolenti, sottolineati dall'uso di colori puri e da una luce irreale.
Nel 1529 fu in grado di comprarsi una casa per abitare e lavorare, iniziando così a operare in una bottega propria. Racconta il Vasari che la sua casa era un rifugio: "alla stanza dove stava a dormire e talvolta a lavorare si saliva per una scala di legno, la quale, entrato che egli era, tirava su con una carrucola acciò che niuno potesse salire da lui senza sua voglia o saputa". Anche per questi suoi atteggiamenti un po' bohémien, il Pontormo incarna un tipo di artista decisamente moderno.
Dal 1536 fu ingaggiato nuovamente da Cosimo I de' Medici per gli affreschi della villa medicea di Castello (opere perdute), e si dice che, per la volontà di finire da solo tutti gli affreschi, Pontormo si sia rinchiuso per cinque anni dietro un tramezzo di legno.

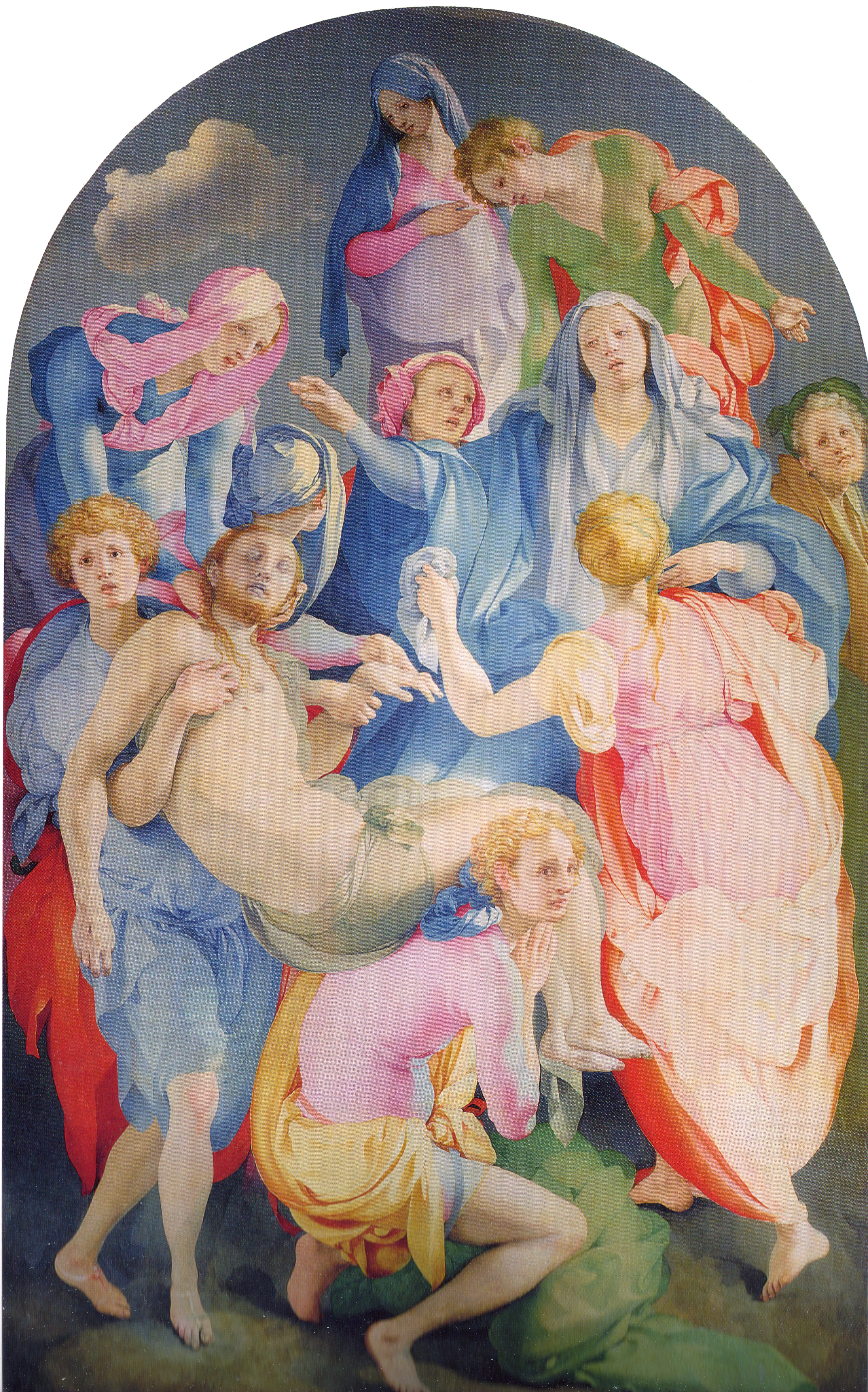
La Deposizione Capponi
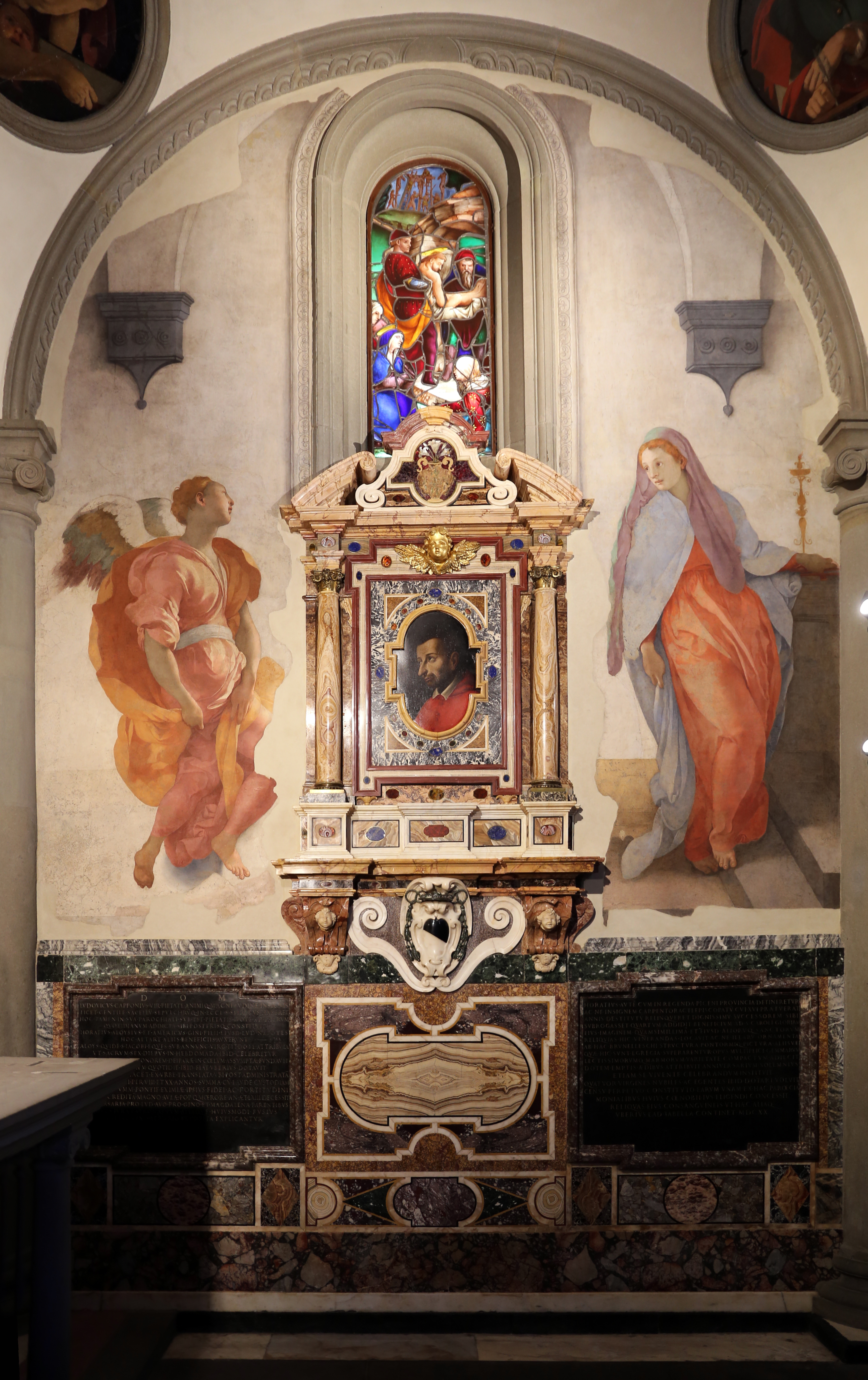
Annunciazione
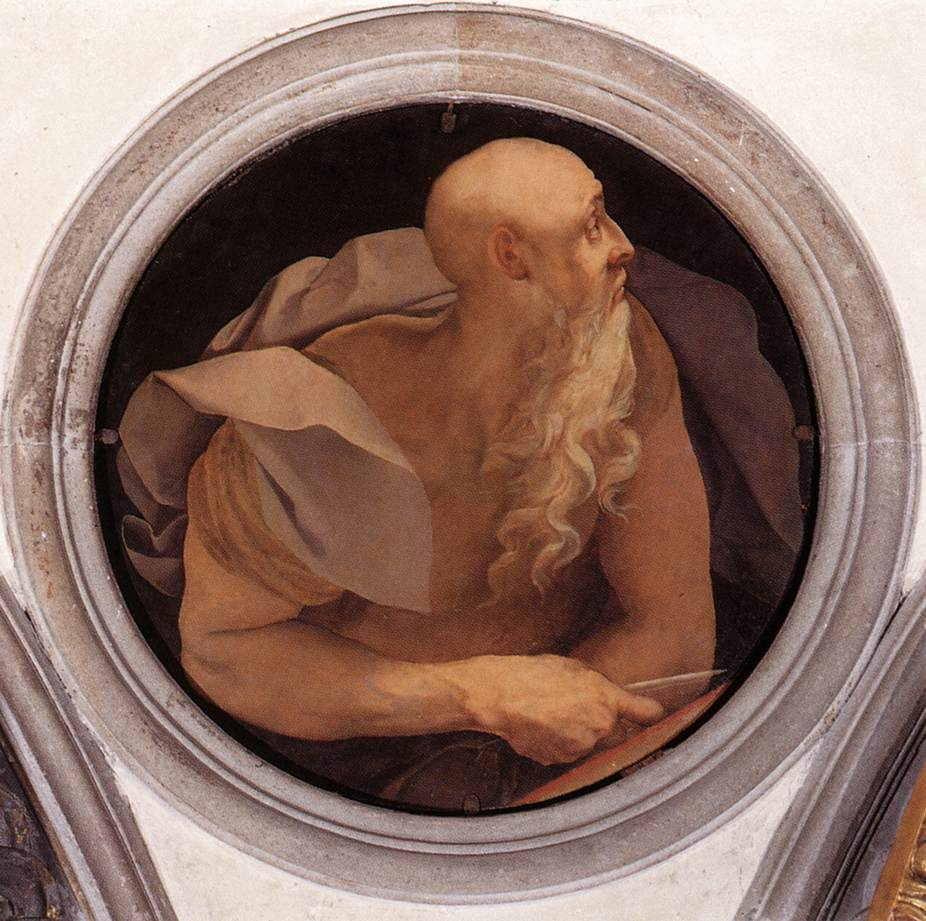
San Giovanni evangelista

### Il confronto con Michelangelo

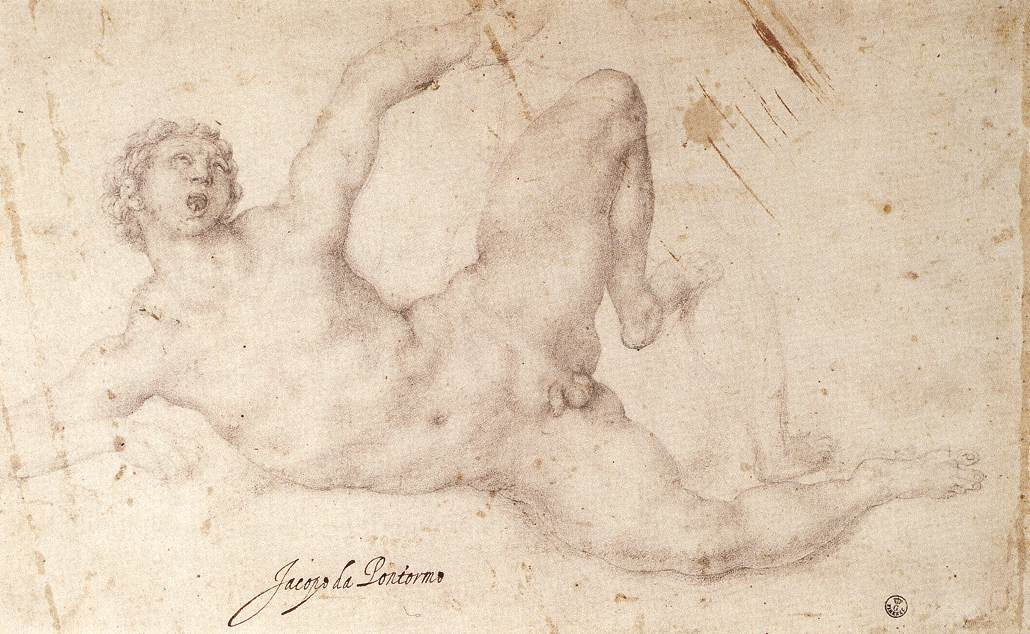
Il Giocatore sgambettante

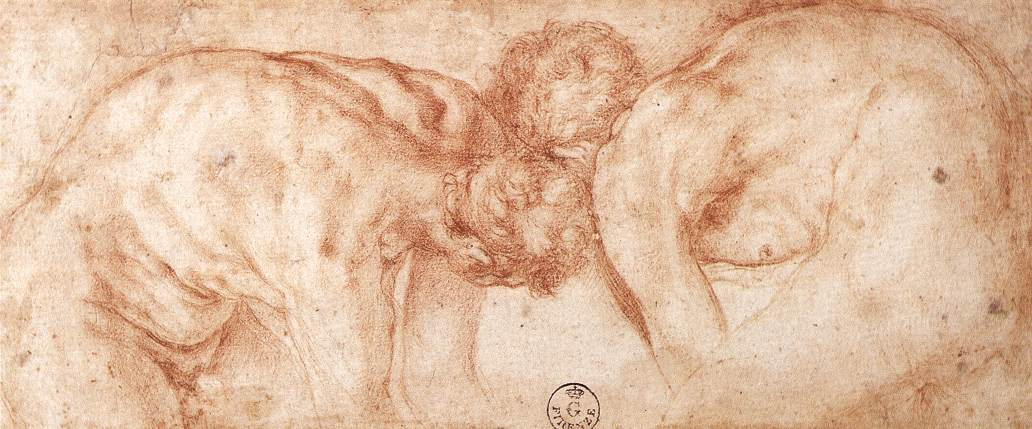
Due nudi affrontati

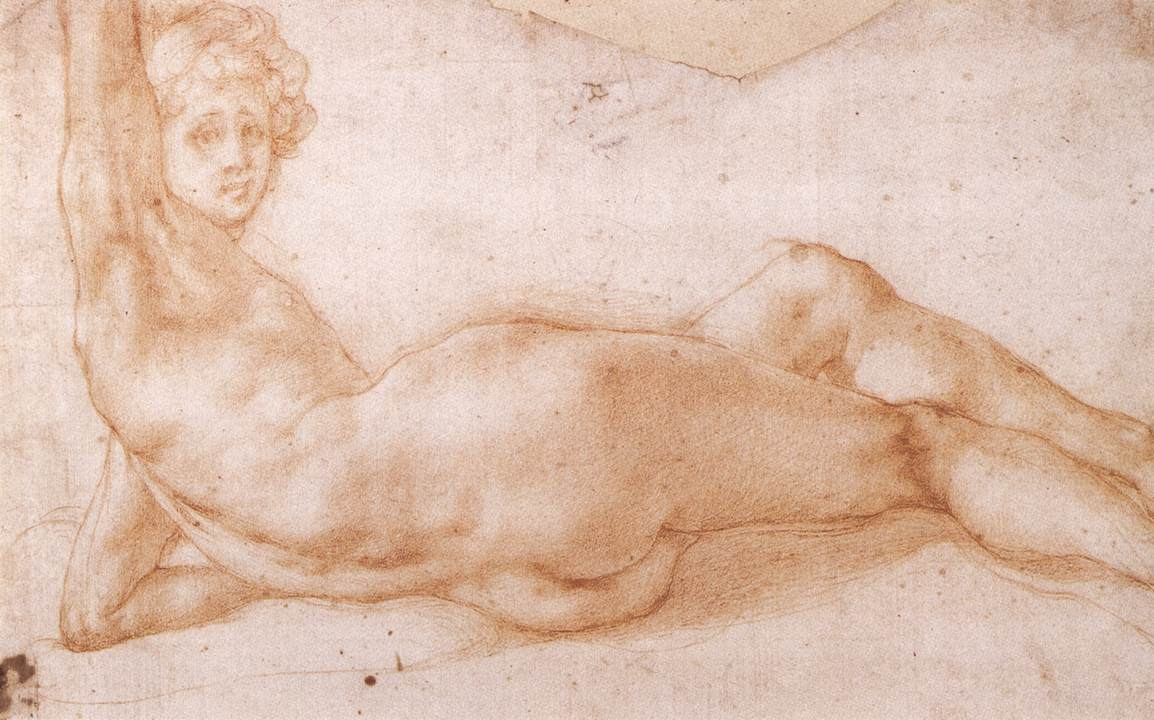
LErmafrodito

Dal terzo decennio del Cinquecento fino alla sua ultima fase artistica, Pontormo intensificò la riflessione sulle opere di Michelangelo, con la ferma volontà di riuscire a superarlo. Lunghi studi preparatori dimostrano la ricerca della perfezione formale, ma poi i risultati finali, in qualche modo, frustravano le sue aspettative.
In opere come i Diecimila martiri (1529-1530) è evidente il richiamo alla Battaglia di Cascina, con la figura dell'imperatore seduto in primo piano che ricorda il Ritratto di Giuliano de' Medici duca di Nemours del Buonarroti nella Sagrestia Nuova. Un riferimento alla Madonna Medici si trova invece nella Madonna col Bambino e san Giovannino degli Uffizi (1534-1536 circa), mentre opere su cartone michelangiolesco sono il Noli me tangere e Venere e Amore.
Il tema del nudo in movimento caratterizzato da torsioni del corpo si ritrova nei disegni preparatori per il completamento degli affreschi del salone della villa di Poggio a Caiano, impresa affidata nel 1532 da Ottaviano de' Medici su incarico di Clemente VII e mai portata a termine. Secondo la testimonianza di Vasari, Pontormo doveva rappresentare un Ercole e Anteo, una Venere e Adone e un gruppo di Ignudi che giocano a calcio fiorentino, riferimento ai recenti eventi dell'assedio, con la partita giocata sotto il fuoco nemico in piazza Santa Croce il 15 febbraio 1530. Dell'impresa restano i disegni del cosiddetto Giocatore sgambettante, collegabile a un disegno michelangiolesco di Tizio, e della sanguigna coi Due nudi affrontati, entrambi al Gabinetto dei disegni e delle stampe.
Altra impresa non andata in porto fu la decorazione della loggia della villa di Castello (1538-1543), della quale resta il disegno dell'Ermafrodito (sempre al Gabinetto Disegni e Stampe), in cui si trova il tema dell'ambiguità sessuale. In queste opere si nota una sovversione delle regole del nudo michelangiolesco, dove al posto del vigoroso plasticismo le figure appaiono ora gonfie ora svuotate, al posto della descrizione anatomica attenta subentra un'evocazione più espressiva e personale delle membra e della loro consistenza.

### Il coro di San Lorenzo
Dal 1546, il Pontormo lavorò per dieci anni - fino alla morte - alla decorazione del coro della chiesa di San Lorenzo, che era la chiesa della famiglia dei Medici. Alla morte del Pontormo, furono portati a termine dal Bronzino, suo allievo di poco più giovane, e suo fedele amico per molti anni. Gli affreschi vennero distrutti nel 1738, in seguito al rimaneggiamento del coro, ma se ne conservano testimonianze scritte, come la stroncatura del Vasari, sia numerosi studi preparatori. L'insolita iconografia cristologica fa riferimento al trattatello cripto-protestante Il Beneficio di Cristo, allora tollerato e che faceva capo agli ambienti della Riforma Cattolica: in esso si proclamava la fiducia nella salvezza individuale attraverso la sola fede. Lo stesso testo manoscritto era in possesso del simpatizzante riformista Pier Francesco Riccio, segretario particolare del duca Cosimo I de' Medici, maggiordomo di corte, cappellano della chiesa di San Lorenzo e delegato ducale alla politica artistica, quindi determinante nell'assegnazione al Pontormo del ciclo.
Gli affreschi degli ultimi vent'anni di vita del Pontormo sono quasi tutti perduti o rovinati, sia quelli nella villa di Castello che quelli nella villa di Careggi.
Negli ultimi due anni di vita (1554-1556), il Pontormo tenne anche un diario, Il libro mio, molto scarno e pieno di appunti di vita quotidiana, da cui emerge comunque la sua personalità bizzarra e cólta al contempo. Venne sepolto il 2 gennaio 1557 nella cappella di San Luca della basilica della Santissima Annunziata, per cui morì probabilmente il 31 dicembre 1556 o il 1º gennaio 1557.

## Fortuna critica

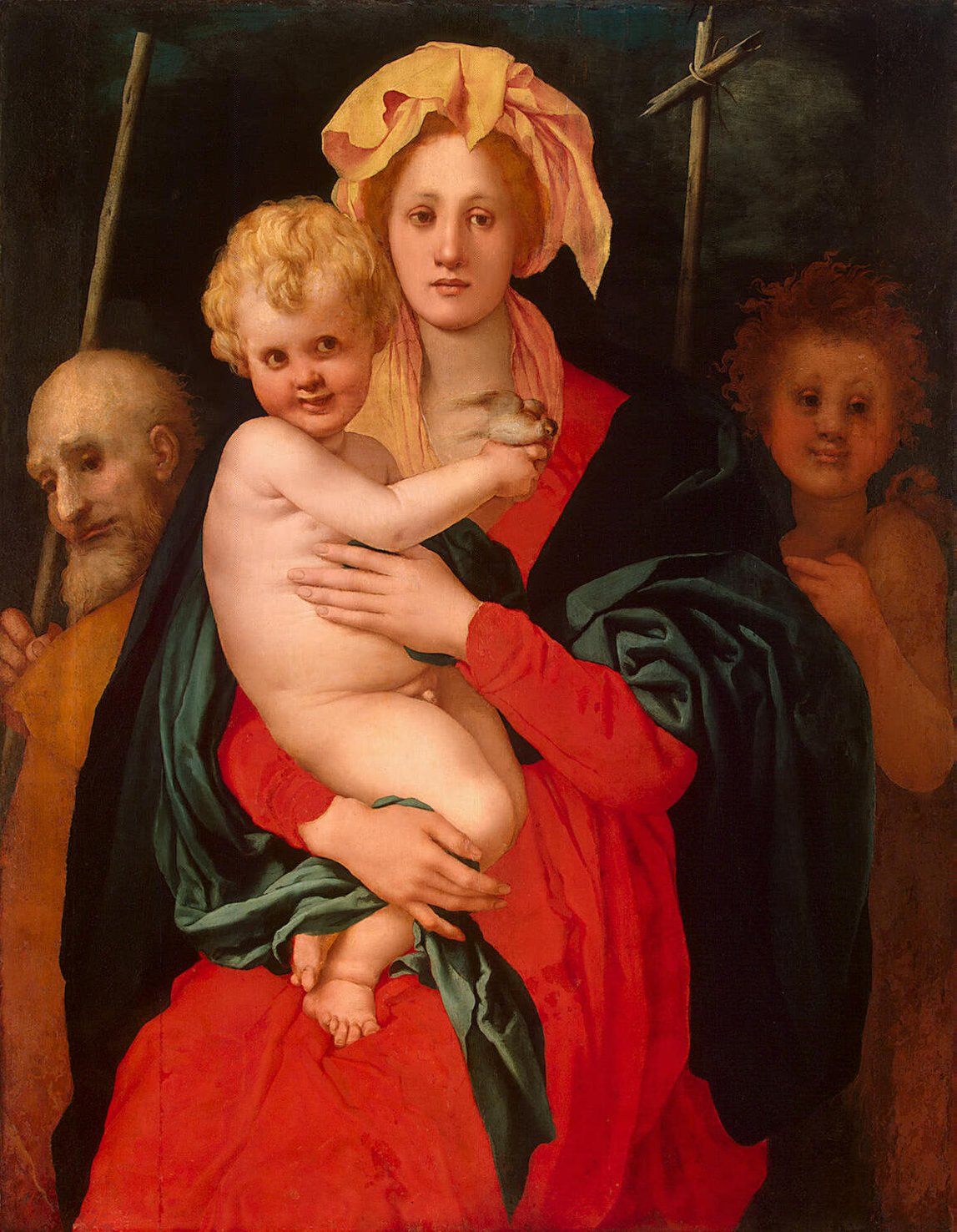
Sacra Famiglia con san Giovannino, Ermitage

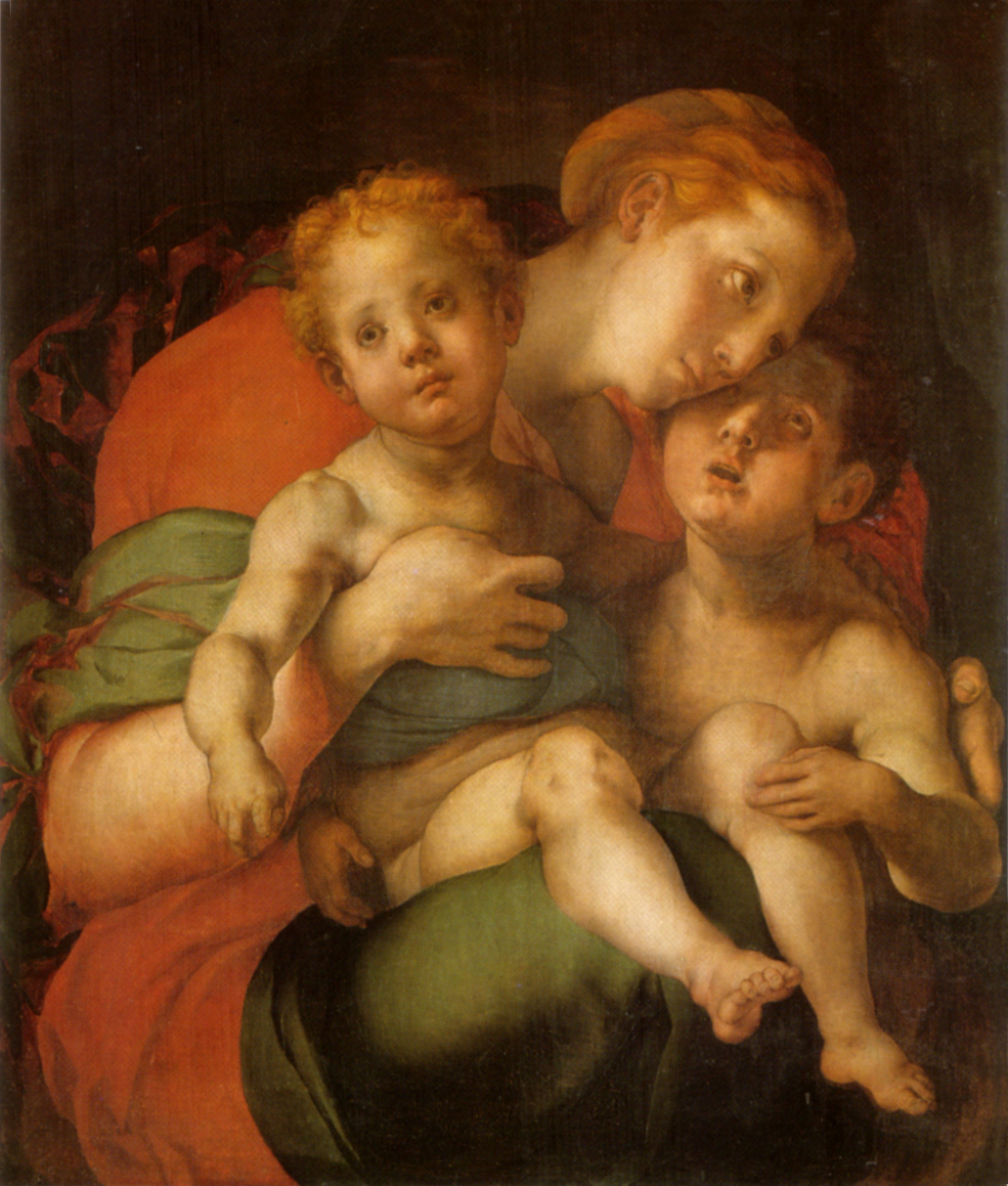
Madonna col Bambino e san Giovannino, Uffizi

Il Pontormo, che pure ebbe protettori importanti come i Medici, non ebbe nel tempo l'apprezzamento che invece fu tributato a suoi contemporanei come Andrea del Sarto, Fra Bartolomeo o il Franciabigio. Dopo le note del Vasari, che non ne apprezzò le opere più mature, le citazioni di Pontormo furono per molti secoli rare e poco interessate, segno del disinteresse che fino ai primi del Novecento circondò questo pittore e le sue opere.
Ai primi di quel secolo, alcuni piccoli saggi registrano un'inversione di tendenza; ma fu soprattutto un saggio dello storico d'arte Frederik Mortimer Clapp a suscitare un nuovo interesse per il Pontormo e più avanti anche per altri esponenti del manierismo fiorentino, in maniera analoga a quanto era accaduto pochi anni prima a El Greco.
Solo a quel tempo infatti, dopo la maturazione delle esperienze dell'impressionismo, dell'espressionismo e del cubismo, cominciarono a essere rivalutate le anticipazioni del linguaggio pittorico moderno, liberato dall'obbligo di riprodurre fedelmente la realtà e dall'ideale rinascimentale dell'armonia della natura. Della maturità di Pontormo, talvolta etichettato come "artista della crisi", sono apprezzate le prospettive audaci e talvolta bizzarre, i gesti stilizzati e lontani dall'idea di naturalezza, le vesti drappeggiate in modo artificioso, le espressioni impaurite o pensose dei suoi ritratti: che è proprio quello che invece il Vasari giudicava negativamente.
La sua figura è stata ricordata nel film Pontormo - Un amore eretico, in cui Pontormo, interpretato da Joe Mantegna, viene ritratto nella sua maturità. Il titolo del film fa riferimento all'ultima fatica del pittore del coro di San Lorenzo.